# مقاطعة آيزارد (أركنساس)
مقاطعة آيزارد (بالإنجليزية: Izard County)‏ هي إحدى مقاطعات ولاية أركنساس في الولايات المتحدة الأمريكية.